# 철 행성

구성 성분에 따라 달라지는 외계 행성의 부피를 비교한 그림. 왼쪽부터 순수한 철 행성, 규소 행성, 탄소 행성, 순수한 물 행성, 순수한 일산화 탄소 행성, 순수한 수소 행성.

철 행성(鐵行星, 영어: iron planet)은 맨틀이 적거나 없으며, 철이 풍부한 핵을 지닌 행성이다. 태양계에서는 수성이 그 예이며, 다른 철 행성은 태양계 외에서 아직 발견된 적이 없다. 금성이나 지구, 화성은 이에 대비하여 '규소 행성'으로 분류할 수 있다.

## 기원
철 행성은 원래 지구형 행성이었다가, 대충돌에 의해 맨틀이 거의 벗겨지는 경우 형성될 수 있다. 일부는 철이 아니라 다이아몬드로 이루어진 행성도 있을 것이다. 현대 행성탄생 이론에 따르면 철 행성은 원시행성계원반에 철 물질이 풍부하면서 항성의 질량이 크거나 혹은 항성에 가까운 안쪽궤도에서 행성이 뭉쳐질 경우 태어난다고 설명하고 있다.

## 성질
순수한 철 행성은 같은 질량의 다른 행성보다 밀도가 크고, 크기가 작다. 이들은 태어난 후 빠르게 식기 때문에 지구와 같은 판 운동이나 강한 자기장은 없을 것이다. 물과 철은 지질학적 시간 척도에서는 함께 안정적으로 존재할 수 없다. 따라서 생명체 거주가능 영역 안에 있으면서 습기가 있는 철 행성은 물 대신 펜타카보닐 철 및 기타 휘발성 물질로 채워진 호수로 덮여 있을 것이다.

## 같이 보기
- 탄소 행성
- 소니언 행성